# Friedrich Hebbel
Christian Friedrich Hebbel (Wesselburen, 18 marzo 1813 – Vienna, 13 dicembre 1863) è stato un poeta e drammaturgo tedesco considerato l'iniziatore di una visione artistica  dell'esistenza umana improntata a una disperante e ineliminabile tragicità che ispirò la concezione filosofica del pantragismo, parola da lui coniata.

## Vita
Appartenente all'etnia tedesca dell'Holstein, che allora apparteneva ancora alla Danimarca, Hebbel, figlio di un modesto muratore visse la sua prima età tra umiliazioni e ristrettezze che s'incisero sul suo carattere che si formò contraddistinto da uno deciso e forte spirito di rivalsa nei confronti di ciò che la vita non gli aveva dato.
Dopo la morte del padre per sopravvivere lavorò come scrivano parrocchiale sino a quando, per proseguire i suoi studi ad Amburgo, nonostante il suo orgoglio, non esitò a ricercare ed ottenere aiuto facendosi mantenere prima dalla scrittrice Amalie Schoppe (1791-1858), che gli fece pubblicare le sue poesie sull'Hamburg Modezeitung, e successivamente dalla sartina Elise Lensing che lo amò, non sempre contraccambiata, per tutta la vita.
Durante il suo soggiorno universitario ad Amburgo iniziò la sua produzione teatrale ispirata anche dalle lezioni che ebbe modo di seguire della filosofia di Friedrich Schelling.

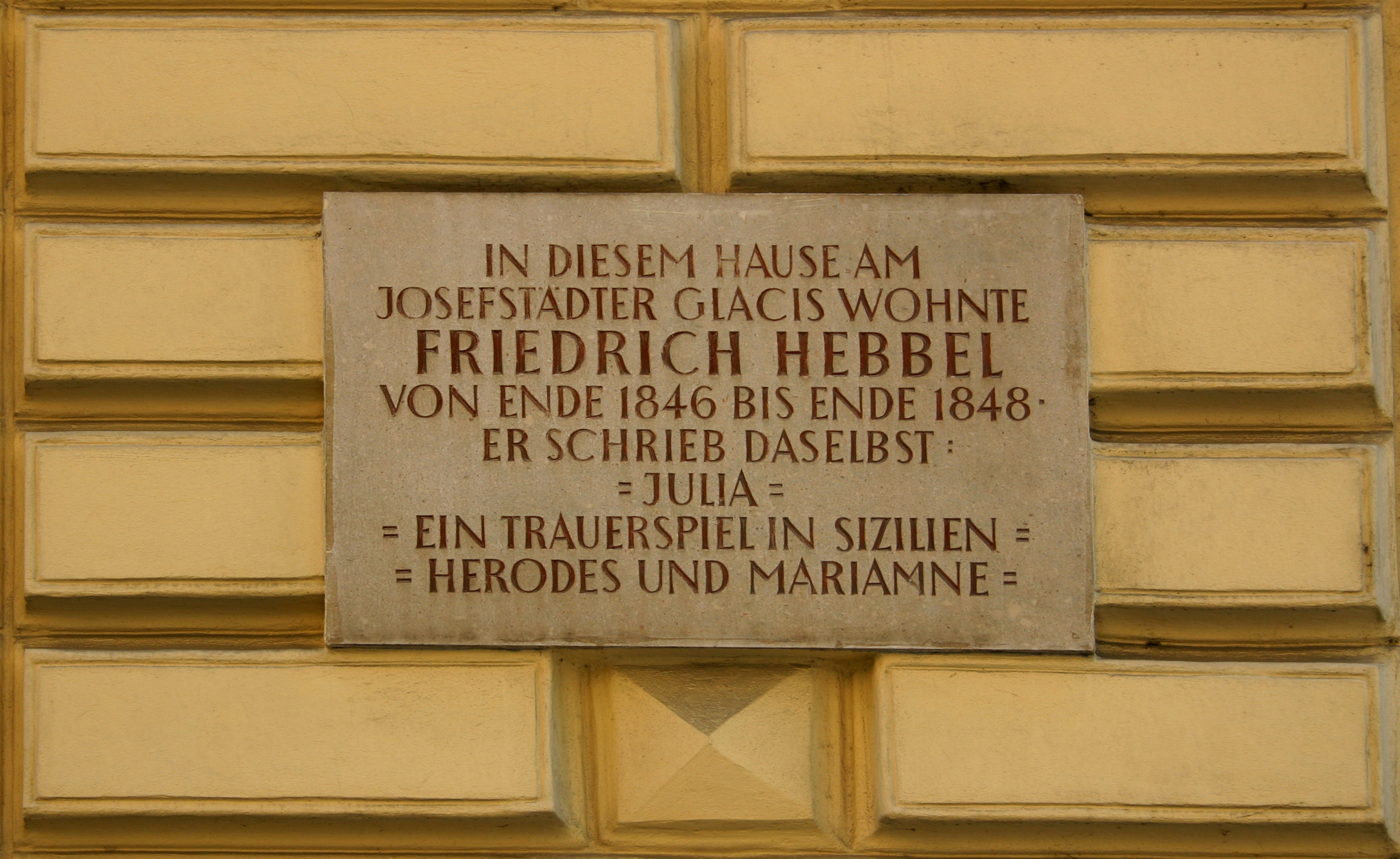
Targa commemorativa per Friedrich Hebbel a Vienna

Frequentò negli anni 1836-39 per brevi periodi le Università di Heidelberg e di Monaco. Approfittando di una borsa di studio ottenuta dal re Cristiano VIII di Danimarca visitò nel 1842, per completare la sua formazione culturale, le città di Parigi, dove conobbe Heine, Roma, dove rimase per un anno, e Napoli.
Trasferitosi a Vienna lasciò Elise Lensing e sposò la bella e ricca attrice Christine Enghaus che gli diede aiuto spirituale e materiale per progredire nella sua carriera di scrittore.
Gli avvenimenti della rivoluzione del 1848 videro Hebbel, che agli inizi professava idee contestatrici della società dell'epoca, accostarsi a posizioni politiche reazionarie.
Nonostante fosse travagliato da crisi depressive, visse abbastanza sereno sino alla morte avvenuta in Vienna il 1863.

## Opere
Le tragedie di Hebbel sono caratterizzate da un senso tragico dell'esistenza umana e della sua storia. Questi temi vengono portati all'estremo nelle tragedie composte ad Amburgo: Judith (1839) e Genoveva (1841), dove i tradizionali protagonisti vengono visti in situazioni tragiche estreme del tutto nuove.
Dopo la prima raccolta di poesie Gedichte (1842), scrisse Maria Magdalena, quello che la critica considera il capolavoro che lo fece annoverare fra i maggiori autori della letteratura tedesca. In quest'opera, che riprende i temi trattati dell'Emilia Galotti di Lessing, ovvero della Luisa Millerin di Schiller, non sono più al centro i contrasti di classe tra la borghesia e la nobiltà, ma si descrive la crisi all'interno della stessa borghesia portatrice di ottusi pregiudizi morali.
A Vienna Hebbel scrisse due commedie, Der Diamant (1847) e Der Rubin (1851), considerate opere minori, del tutto inferiori alle tragedie, composte dopo la pubblicazione di un nuovo volume di poesie Neue Gedichte (1848), Herodes und Mariamne (1849) - che descrive il dramma dello scontro tra due forti personalità - e Agnes Bernauer (1851) (ispirato all'omonima figura storica) - in cui tratta di personaggi vittime della ragion di stato.
Dopo la pubblicazione della tragedia d'ambiente storico Julia (1851), la tragicommedia Ein Trauerspiel in Sizilien (1851), il dramma Michel Angelo (1855) e la raccolta di Erzählungen und Novellen (1855) Hebbel compose il capolavoro, per padronanza di stile e tecnica, di tutta la sua produzione teatrale Gyges und sein Ring (1856). In questa opera Hebbel evidenziò una grande acutezza morale, tramite la quale focalizzò la sua analisi sui periodi topici di transizione tra un'epoca ed un'altra, visti attraverso l'universo femminile.
Rifacendosi alla leggenda di Gige e Candaule la tragedia s'incentra sulla dignità femminile di Rodope oltraggiata dal marito Candaule di cui la moglie si vendicherà anche a costo di danneggiare se stessa.
Dopo il poemetto in esametri Mutter und Kind (1859), Hebbel scrisse la trilogia dei Nibelunghi (1861) (Der gehörnte Siegfried, Siegfrieds Tod, Kriemhilds Rache), affastellata mescolanza di miti poco consoni alla sua concezione tragica del mondo. Questo lavoro si caratterizzò per la descrizione del conflitto tra il vecchio paganesimo e il nuovo cristianesimo.
Incompiuta fu l'ultima opera di Hebbel: il dramma Demetrius, pubblicato postumo nel 1864.
Molte delle opere di Hebbel sono state adattate per il cinema e la televisione.

## Filmografia
- Maternità (Mutter und Kind), regia di Carl Froelich (1924)